# Mnesibulus pallipes
Mnesibulus pallipes är en insektsart som beskrevs av Lucien Chopard 1936. Mnesibulus pallipes ingår i släktet Mnesibulus och familjen syrsor. Inga underarter finns listade i Catalogue of Life.